# GEWA

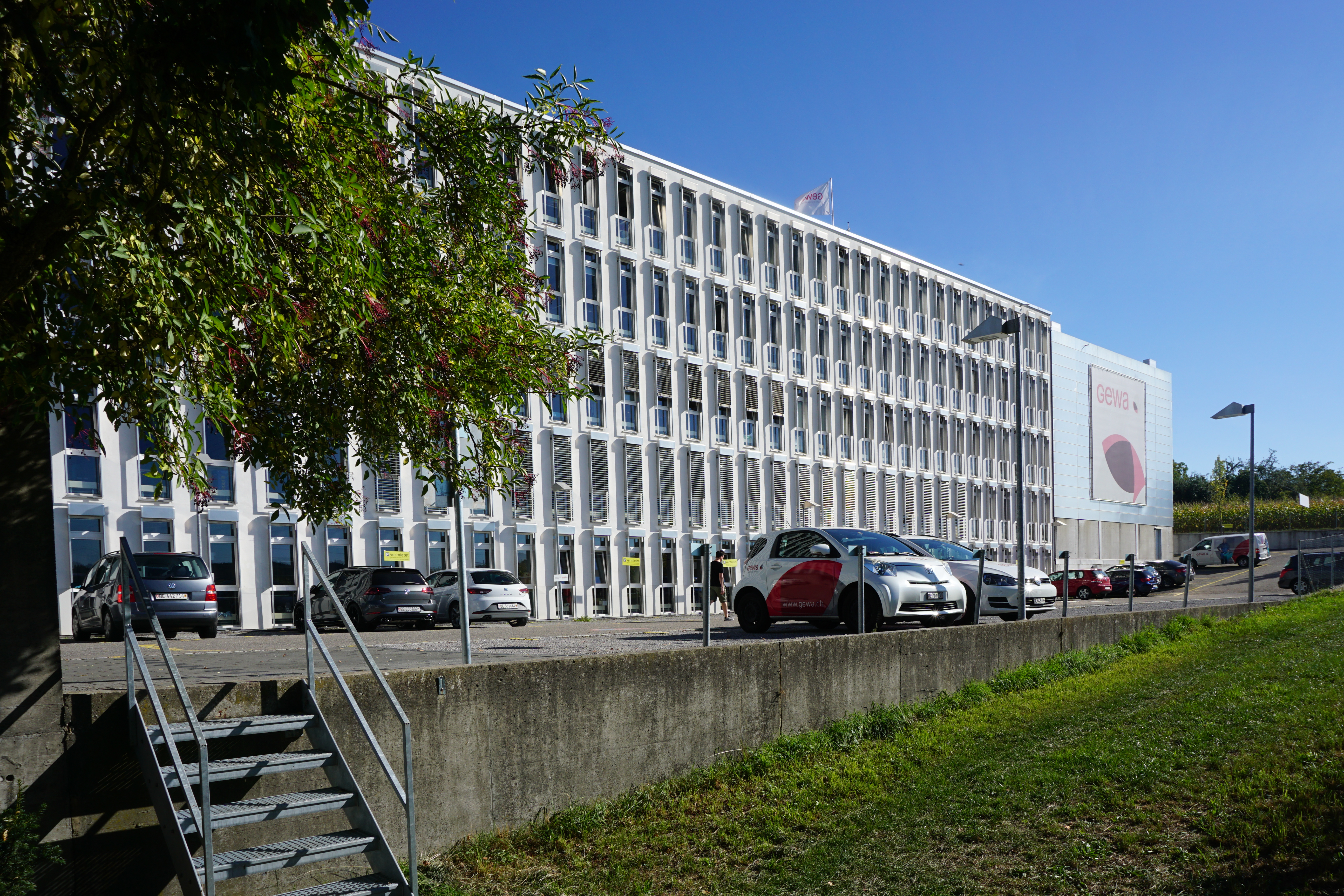
GEWA

Die GEWA ist eine nach eigener Angabe in ihren Tätigkeiten auf christlichen Werten basierende Schweizer Stiftung mit Sitz in Zollikofen BE mit dem Kernanliegen der beruflichen Integration von Menschen mit psychischen Herausforderungen. Um diese Aufgabe wahrzunehmen, bietet sie Angebote zur beruflichen Wiedereingliederung und wirtschaftliche Dienstleistungen mit eigenen Betrieben in verschiedenen Branchen an.
Die Anzahl der Belegschaft beträgt ca. 1166 Personen (Stand 1. April 2025). Diese teilen sich auf in 530 an geschützten Arbeitsplätzen, 318 in Eingliederungsmassnahmen und 310 im Führungsteam.

## Geschichte
1986 wurde der Verein Gewa Verein Gewerbe- und Arbeitszentrum für psychisch Behinderte der Region Bern vom ehemaligen Leiter der Arbeitstherapie der Psychiatrischen Uni-Klinik Bern, Martin L. Ryser, gegründet. Unterstützt wurde er vom 1895 gegründeten Verein für Arbeitsbeschaffung (VfA). Zweck des Vereins war der «Betrieb geschützter Werkstätten in der Region Bern für psychisch Behinderte im Sinne der Bundesgesetzgebung über die Invalidenversicherung und der kantonalen Gesundheits- und Fürsorgedirektion sowie Förderung von Massnahmen zur beruflichen Wiedereingliederung von psychisch Behinderten».
2001 überliess der VfA das ursprünglich gewährte Darlehen in der Höhe von 1,5 Millionen Franken der GEWA Stiftung für berufliche Integration als Stiftungskapital. Der Name GEWA bedeutet seither «gemeinsam wagen». 2018 verkürzte die Stiftung ihren Namen zu GEWA.